# Senis
Senis é uma comuna italiana da região da Sardenha, província de Oristano, com cerca de 576 habitantes. Estende-se por uma área de 16 km², tendo uma densidade populacional de 36 hab/km². Faz fronteira com Assolo, Asuni, Laconi (NU), Nureci, Villa Sant'Antonio.